# Israelitische Cultusgemeinde Zürich

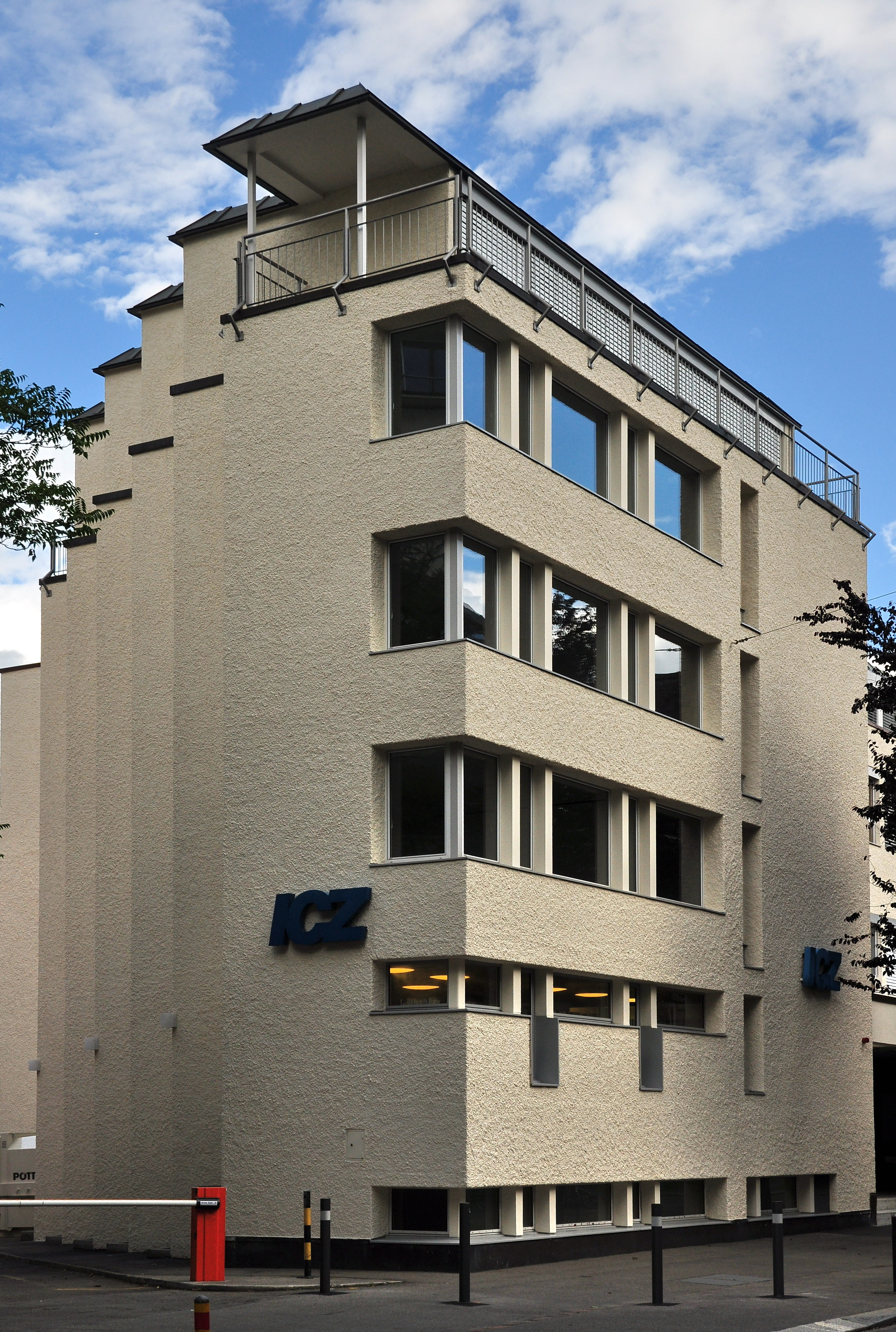
Die Räumlichkeiten der ICZ in Zürich-Enge

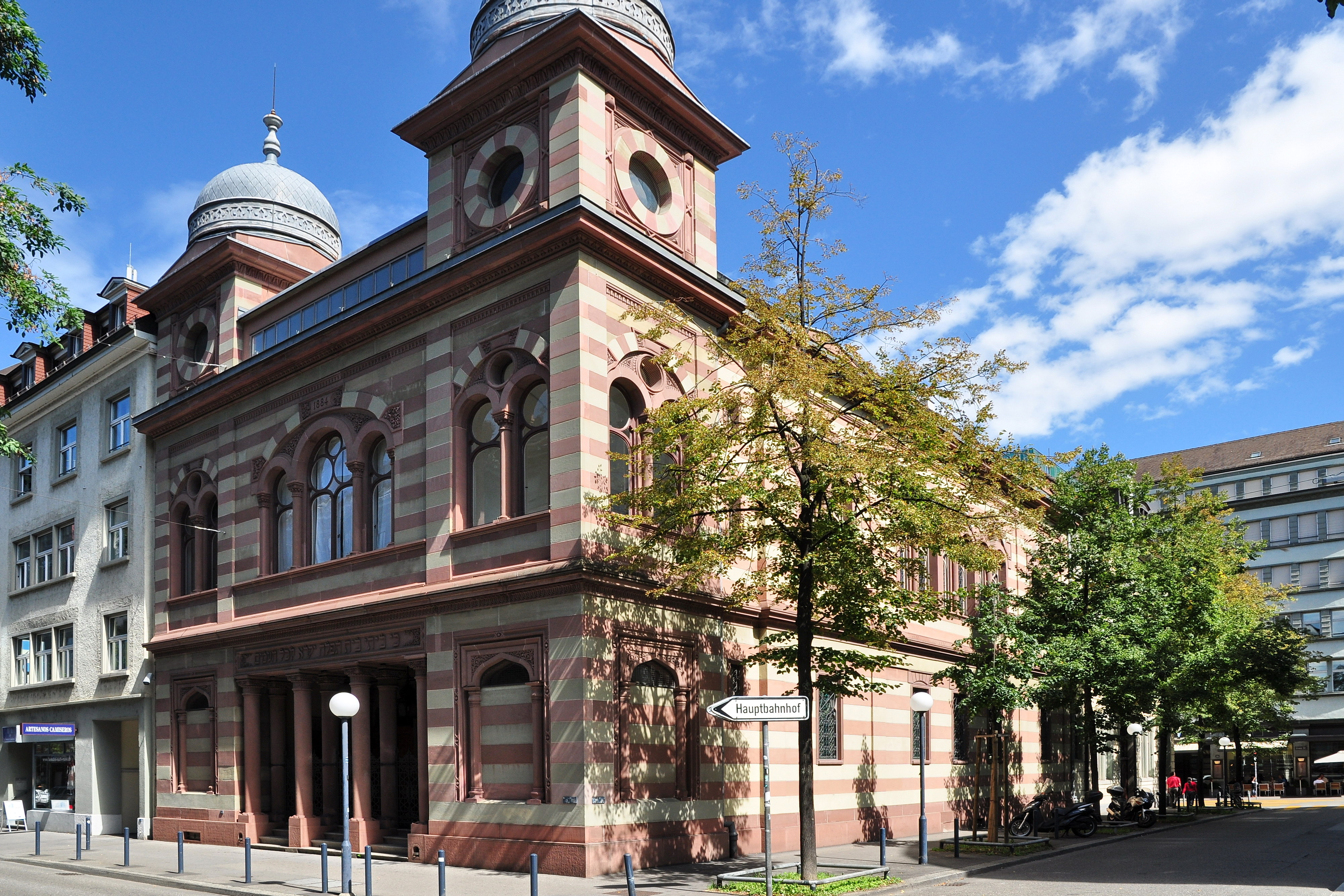
Die Synagoge der ICZ an der Löwenstrasse

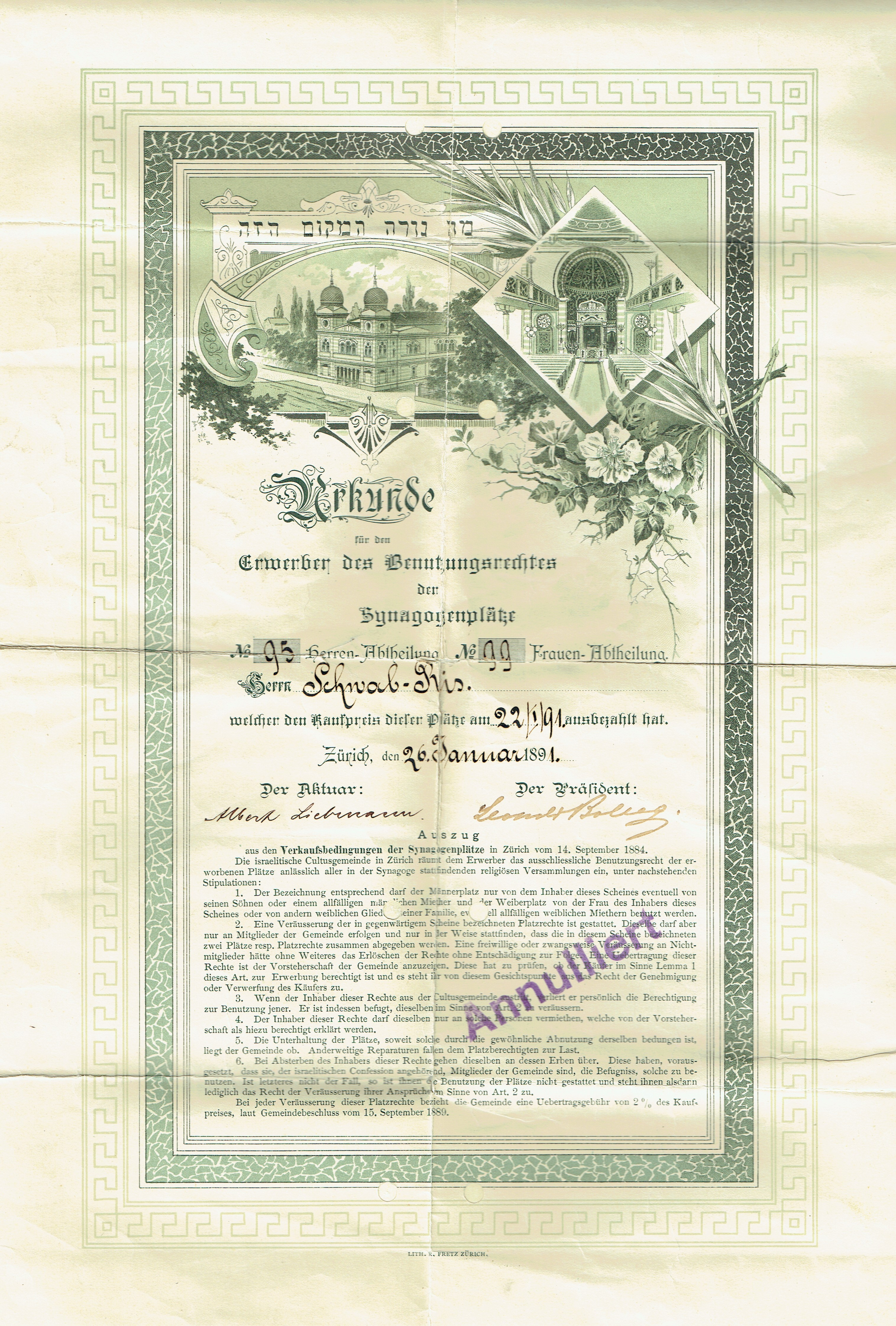
Urkunde für den Erwerb von Benutzungsrechten festgelegter Synagogenplätzen in der Züricher Synagoge Löwenstrasse vom 26. Januar 1891

Die Israelitische Cultusgemeinde Zürich (ICZ) ist eine jüdische Gemeinde in Form einer Einheitsgemeinde in Zürich und mit knapp 2500 Mitgliedern (Mai 2010) die grösste jüdische Gemeinde der Schweiz. Sie verfügt über eine Synagoge (Quartier City), ein Gemeindezentrum im Quartier Enge, in dem auch die Bibliothek der ICZ untergebracht ist, und zwei Friedhöfe, den Unteren Friesenberg und den Oberen Friesenberg. Die Gemeinde steht seit Januar 2017 unter der Leitung von Rabbiner Noam Hertig.
Die ICZ wurde 1862 von 12 Männern gegründet, nachdem die rechtlichen Beschränkungen für Juden im Kanton Zürich aufgehoben worden waren. Zuvor durften Juden nur in den Surbtaler Gemeinden Endingen und Lengnau wohnen. Auch in der Bundesverfassung von 1848 war die Niederlassungsfreiheit nur christlichen Schweizern zugestanden worden; erst 1866 wurde diese auch auf die jüdische Bevölkerung ausgedehnt.
Im Gesetz über die anerkannten jüdischen Gemeinden, das vom Zürcher Stimmvolk im Frühjahr 2005 basierend auf der neuen Verfassung des Kantons Zürich angenommen wurde, wurde der ICZ sowie der Jüdischen Liberalen Gemeinde (JLG) ein öffentlich-rechtlicher Status zuerkannt, womit diese den Landeskirchen gleichgestellt wurden.
Die Israelitische Cultusgemeinde Zürich ist Mitglied des Schweizerischen Israelitischen Gemeindebundes (SIG). Die ICZ erhält keine Steuergelder von juristischen Personen. Von den rund 2500 Mitgliedern der ICZ besuchen rund 70 Prozent den Gottesdienst selten. Einzelne Minjanim in anderen Stadtteilen sind der ICZ angeschlossen.